# Édouard Guillon
Pour les articles homonymes, voir Guillon.
Édouard Louis Maxime Guillon, né le 26 juin 1849 à Philippeville (Algérie) et mort le 11 mars 1929 à Amiens,, est un historien français.

## Biographie
Il a notamment écrit en latin. Il était un historien et journaliste, professeur à Lyon et agrégé de l'Université et ancien élève de l'École normale. Il est inhumé au Cimetière du Petit-Saint-Jean à Amiens.

## Publications
- Les complots militaires sous la restauration, d'après les documents des archives, 1 vol. (353 p.), Édition : Paris : E. Plon, Nourrit et Cie, 1895
- Les complots militaires sous le Consulat et l'Empire, 1 vol. (281 p.), Édition : Paris : E. Plon, Nourrit et Cie, 1894
- Le Conflit franco-chinois (la guerre et les traités), d'après les documents officiels (Juillet 1885.), Édition : Grenoble : A. Gratier, 1885
- De Johanne Gersonio quatenus in arte politica valuerit, thesim proponebat apud Facultatem litterarum, 1 vol. (95 p.); Édition : Parisiis : A. Colin, [1888]
- La France & l'Irlande pendant la Révolution, Hoche et Humbert, d'après les documents inédits des archives de France et d'Irlande, 1 vol. (486 p.), Édition : Paris : A. Colin, 1888, Préfacier : Hippolyte Carnot (1801-1888)
- Histoire des colonies françaises, 1 vol. (158 p.), Édition : Paris : Charavay, Mantoux, Martin, DL 1892;
- Histoire du Consulat et de l'Empire, 1 vol. (143 p.); Description : Note : Éducation morale et civique, Édition : Paris : Librairie centrale des publications populaires, 1883; Préfacier : Hippolyte Carnot (1801-1888)
- Édouard Guillon, ... Napoléon et la Suisse, 1803-1815, d'après les documents inédits des Affaires étrangères; In-16, VI-370 p.; Édition : Paris : Plon, 1910;
- La Question de Madagascar (les droits et les intérêts de la France), décembre 1885 ; In-8°; Édition : Paris : librairie centrale des publications populaires, 1886;
- Les guerres d'Espagne sous Napoléon Ier, 2 vol. (300 p.); Description : Note : Précédemment paru chez Plon-Nourrit et cie, Paris, 1902. - Bibliogr. tome 1, p. 8-12; Édition : [Pau] : Éd. PyréMonde : Princi negue, impr. 2005
- 1815-1895 : quatre-vingts ans d'histoire nationale...; In-4°, 320 p.; Édition : Paris : Charavay, Mantoux, Martin, (s. d.)
- 1815-1895. Quatre-vingts ans d'histoire nationale, ouvrage illustré de cent reproductions; In-4°; Édition : Paris : Charavay, Mantoux, Martin, (1896,)
- 1815-1895. Quatre-vingts ans d'histoire nationale, ouvrage illustré de cent reproductions; In-4°; Édition : Paris : Charavay, Mantoux, Martin, (1897)
- Gustave Bettex et Edouard Guillon. Les Alpes suisses dans la littérature et dans l'art...; Édition : Montreux, F. Matty, 1913. In-8°, 335 p., pl., portr. [Acq. 321306] -Xb-IXa-;
- Les colonies françaises, 1 vol. (140 p.); Édition : Paris : Librairie centrale des publications populaires, 1881;
- Le Conflit franco-chinois (la guerre et les traités) d'après les documents officiels, In-8°, 71 p.; Édition : Grenoble : A. Gratien, 1885
- Le Conflit franco-chinois (la guerre et les traités), d'après les documents officiels, juillet 1885 ; In-8 °; Édition : Grenoble : A. Gratier, 1885
- Du Caire à Moscou, contes de la Grande Armée; In-16, 315 p.; Édition : Paris : Plon-Nourrit et Cie, (1904)
- La France depuis ses origines jusqu'en 1789, Gr. in-8°; Édition : Paris : Charavay, Mantoux, Martin, (1899.)
- La France depuis ses origines jusqu'en 1789, In-4°, 320 p., fig.; Édition : Paris : Charavay, Mantoux, Martin, (1899)
- Galerie française. Ille-et-Vilaine, par É. Guillon, ...; In-12, 72 p., portr.; Édition : Paris : Curel, Gougis et Cie, (1895)
- Les généraux de la République, 1 vol. (312 p.), Édition : Paris : Librairie centrale des publications populaires, 1885
- Georges Franck, professeur agrégé d'histoire et de géographie au lycée Lakanal, maître de conférences d'histoire de l'art à l'École normale supérieure de Sèvres...; In-8°, 85 p.; Description : Note : Notice biographique de M. Édouard Guillon ; discours prononcés par MM. Daux, Suérus, Levasseur, André Cury, le commandant Pilate et René Vallery-Radot; Édition : Évreux : impr. de P. Hérissey, (1912)
- Les Guerres d'Espagne sous Napoléon; In-16, XI-364 p.; Édition : Paris : Plon-Nourrit et Cie, 1902
- Les Guerres d'Espagne sous Napoléon, par É. Guillon; In-16, XI-364 p. : Édition : Paris : Plon-Nourrit et Cie, 1902
- Histoire de la Révolution et de l'Empire,
- Histoire de la Révolution et de l'Empire, In-4°, 320 p., fig., Édition : Paris : Charavay, Mantoux, Martin, (1892)
- Histoire du Consulat et de l'Empire...; In-8°, ; Édition : Paris, (1889.), Préfacier : Hippolyte Carnot (1801-1888)
- Histoire du Consulat et de l'Empire...; In-8° ; Édition : Paris, 1883;; Préfacier : Hippolyte Carnot (1801-1888)
- Histoire du Consulat et de l'Empire..., In-8°, Édition : Paris, 1885, Préfacier : Hippolyte Carnot (1801-1888)
- Lakanal et l'Instruction publique sous la Convention, 156 p., fig., Édition : Paris : Librairie d'éducation laïque, 1901
- Lakanal et l'instruction publique sous la Convention, [Reproduction en fac-similé], 1 vol. (155 p.), Description : Note : En appendice, choix de documents; Édition : Nîmes : C. Lacour, 2003
- Edouard Guillon, ... Gustave Bettex, ... Le Léman dans la littérature et dans l'art..., Édition : Montreux, F. Matty, 1912. In-8°, VIII-277 p., pl.
- Napoléon et la Suisse, 1803-1815, d'après les documents inédits des Affaires étrangères, In-16, VI-370 p., Édition : Paris : Plon, 1910
- Nos écrivains militaires, études de littérature et d'histoire militaires, 2 vol. in-18, Édition : Paris : E. Plon, Nourrit et Cie, 1898-1899
- Notes pour l'histoire de notre temps. L'Égypte contemporaine et les intérêts français, In-8°, 45 p.; Édition : Grenoble : A. Gratier, 1885
- Petite histoire de la Révolution, Préface de M. Henri Martin, ...; In-8°, 144 p., fig.; Édition : Paris : H.-E. Martin, 1883, Préfacier : Henri Martin (1810-1883)
- Petite histoire de la Révolution, Préface de M. Henri Martin, ...; In-8°, 144 p., fig.; Description : Note : Éducation morale et civique. Bibliothèque de la jeunesse française. Série in-8°, carré; Édition : Paris : H.-E. Martin, 1884
- Port-Mahon. La France à Minorque sous Louis XV (1756-1763), d'après les documents inédits des archives de France et des Baléares; In-8°; Description : Note :; Extrait des "Nouvelles Archives des missions scientifiques et littéraires"; Édition : Paris : E. Leroux, 1894
- Port-Mahon. La France à Minorque sous Louis XV (1756-1763), d'après les documents inédits des archives de France et des Baléares, In-8°, 119 p. et carte, Description : Note : Extrait des "Nouvelles archives des missions scientifiques et littéraires"; Édition : Paris : E. Leroux, 1894
- La Question de Madagascar (les droits et les intérêts de la France), In-8°, 60 p.; Édition : Paris : Librairie centrale des publications populaires, 1886
- É. Guillon. Sur les routes, contes d'ici et d'ailleurs; In-16, 350 p.; Édition : Paris : Plon-Nourrit et Cie, (1906).